# ごん狐
『ごん狐』（ごんぎつね）は、新美南吉作の児童文学。小学校国語教科書の教材の定番ともいえる作品である。一般に流布しているバージョンは鈴木三重吉による編集が施された版である。

## 概要
新美南吉の代表作で、18歳の時に発表した。初出は雑誌『赤い鳥』1932年1月号。作者の死から半年後の1943年（昭和18年）9月に刊行された南吉の第3童話集『花のき村と盗人たち』（帝国教育会出版部）に収録された。
新美南吉の草稿には彼の出身地である愛知県知多郡半田町（現在の愛知県半田市）岩滑（）地区を流れる矢勝川の現地名「背戸川」が登場しており、隣の阿久比町にある権現山を舞台に書かれたといわれている。全体は筆者が村の老人から聞いた話という体裁をとっており、「城」や「お殿様」（草稿では「中山様」）、「お歯黒」といった言葉が出てくることから、ごんと兵十の物語の舞台は幕末から明治ごろと考えられる。
物語は6つのパートから成り立っている。

## あらすじ
物語は村の茂平という老人からの伝聞という形式になっている。
両親のいない小狐ごんは、村へ出てきては悪戯ばかりして村人を困らせていた。ある日ごんは村人の兵十が川で魚を捕っているのを見つけ、兵十が捕った魚やウナギを逃がすという悪戯をしてしまう。それから10日ほど後、兵十の母親の葬列を見たごんは、あのとき逃がしたウナギは兵十が病気の母親のために用意していたものだと悟り、後悔する。
母を失った兵十に同情したごんは、ウナギを逃がした償いのつもりで、鰯を盗んで兵十の家に投げ込むも、翌日に鰯屋に泥棒と間違われて兵十が殴られていたことを知り、ごんは反省する。それからごんは自分の力で償いをはじめようと毎日栗や松茸を兵十に届ける。しかし兵十は毎日届けられる栗や松茸の意味が判らず、知り合いの加助の助言で神様のおかげだと思い込むようになってしまう。それを聞いてごんは割に合わないとぼやきながらも届け物を続ける。
その翌日、ごんが家に忍び込んだ気配に気づいた兵十は、また悪戯をしに来たのかと思い、戸口を出ようとするごんを火縄銃で撃ってしまう。ごんはバタリと倒れ、兵十がごんに駆け寄ると土間に、栗が固めて置いてあったのが目に留まり、はじめて、栗や松茸がごんの詫びだったことに気づく。
「ごん、おまえ（おまい）だったのか。いつも、栗をくれたのは。」と問いかける兵十に、ごんは目を閉じたままうなずく。兵十の手から火縄銃が落ち、筒口から青い煙が出ているところで物語は幕を閉じる。

## 登場人物
ごん
主人公。親もなく一匹で暮らす子ギツネで、人間に対して悪戯ばかりして暮らしている。兵十が獲っていたウナギを軽い気持ちで盗むが、そのウナギが病である兵十の母親のために用意されていたことを知って後悔。孤独となった兵十に同情し、償いのために栗や松茸を兵十に届けるようになる。
終盤で栗を届けるため兵十の家に忍びこんだところ兵十に見つかり、猟銃で狙撃されて倒れる。その後、お前が栗をくれたのかという兵十の問いにぐったりしながらもうなずくが、最終的な生死は不明。
兵十（へいじゅう、またはひょうじゅう）
病を患う母親と2人きりで麦を研いで暮らす若者。「赤いさつまいも」のような元気のいい容姿をしているが、母親を亡くしたあとは元気をなくし、一人寂しく暮らしている。
母親のために用意していた（と思われる）ウナギをごんに奪われ、食べさせることができなかったため、ごんを目の敵にする。また母親の死後、毎日栗や松茸が家に届くことを不思議がる。
最後は家の中に忍び込んだごんを見て悪戯をしに来たのだと考え、ごんを火縄銃で狙撃するが、直後に栗や松茸がごんによるものだと悟る。
加助（かすけ）
兵十の知り合いである百姓。兵十と共に歩いている最中、彼から家に届けられる栗や松茸のことを相談される。最初は本気にしていなかったが、後に「神様が兵十を気の毒がって恵んでくださっているのだ」と考え、兵十に神様にお礼を言うよう助言する。

## 物語の背景
この物語の舞台である愛知県半田市は新美南吉の出生地である。この物語を南吉が執筆したのは1930年（昭和5年）、わずか17歳の時であった。この物語は、彼が幼少のころに聞かされた口伝（口頭伝承）をもとに創作された。南吉は4歳で母を亡くしており、孤独で悪戯好きな狐の話が深く影響を与えたとされている。
作品「ごん狐」には大きく分けると、元猟師の口頭伝承として存在したと考えられるいわばオリジナルの伝承『権狐』、新美南吉が口伝を物語にまとめた草稿の『権狐』（南吉旧蔵のノートに残っている）、および南吉が雑誌『赤い鳥』に投稿した『権狐』を鈴木三重吉が掲載にあたって子供用として加筆修正を加えた『ごん狐』、の3つのバージョンを想定できる。学校の国語の教材や絵本で一般に親しまれているのは、鈴木の筆削が加わった『ごん狐』である。南吉の草稿の冒頭部分によれば、口伝の伝承者は「茂助」という高齢の元猟師であり、「若衆倉」の前で幼少の南吉に話を伝えたとされている。
伝承者「茂助」の実在は確認されておらず、オリジナルの口頭伝承は失われてしまっていることから、草稿の冒頭部に置かれている茂助からの聞き書きを示す記述も南吉の創作ではないかという見方も存在する。ただし、草稿バージョンの『権狐』には、本職の猟師や漁師でなければ知りえないような情報が含まれていると研究者の安藤重和は指摘し、南吉の完全な創作とは言えない可能性を示唆している。また、安藤は草稿の構成と表現を検討して、口伝段階の物語は、「権（ごん）」が兵十の母の葬式を見て「もう悪戯をしなくなりました。」というところで終わり、権は撃たれておらず、それ以降の展開を南吉が創作したのではないかと推定している。
研究者の木村功は、鈴木三重吉がおこなった編集を検討して、全国的な物語の普及を目的として、贖罪の位置づけを強調するとともに、語り手の存在感を薄めた他、場面の単純化、表現の一般化、地域性の排除など三十数箇所にのぼり、近代の童話として大胆に手を加えられた結果、普遍的な共感をもたらす作品として完成したと評価している。しかしその一方で、当時の社会情勢（部落有林の国有化による猟師の廃業など）の光景や口伝的要素、地域色（方言の標準語化など）、文学的表現が失われたと述べている。たとえば、鈴木は「納屋」が方言であるとして、本文中の「納屋」を「物置」に修正したが、1箇所「納屋」のまま残っている部分がある。
新美南吉所蔵のノートに残されていた草稿『権狐』は、『校定 新美南吉全集』（大日本図書）の第10巻に収録され、一般に公開されている。

## 享受・受容
国語教科書に採用されたのは1956年（昭和31年）の大日本図書『国語4年（上巻）』が最初である。ついで1961年（昭和36年）に中教出版の国語教科書（小学校3年）に掲載、1968年（昭和43年）には日本書籍と東京書籍、1971年（昭和46年）光村図書、1977年（昭和52年）教育出版、1980年（昭和55年）学校図書、1989年（平成元年）には大阪書籍と、教科書に採用された。2016年（平成28年）においても小学校4年生の教材として国語教科書に登場している。なお、特に初期の国語教科書ではテキストが改作されている。また、比較的短く登場人物も少ないことから、学芸会などでの上演演目にもよく用いられる。演劇台本では、ラストシーンで兵十が射殺したごんを「許してくれ、知らなかったんだ！」と泣きながら抱き起こすといった脚色も行なわれている。絵本や紙芝居も合わせ、さまざまに脚色された「ごんぎつね」のバリエーションが生まれている。
1985年（昭和60年）には毎日放送製作・TBS系列放送の『まんが日本昔ばなし』が番組10周年記念として、76分のアニメ映画を製作。全国のホールを借りて巡業形式で上映した。その際、母狐（声:市原悦子）と死別することになった出来事も追加された。監督は前田庸生。声の出演は田中真弓（ごん）、常田富士男（兵十）。この映画はテレビの本放送でも（1時間の尺に再編集して）流されている。主題歌は葛城ユキの「心からイエスタデイ」。
1993年（平成5年）に中日劇場自主製作で、南吉生誕80年記念創作ミュージカル「ごんぎつね」が上演。
2011年（平成23年）10月、新美の故郷である愛知県半田市から特別住民票が交付された。なお生年月日は執筆完成の1931年10月6日とされた。
2019年（令和元年）10月、本作を原作として八代健志が監督・脚本・美術・木彫・アニメートを担当したストップモーション・アニメ『劇場版 ごん - GON, THE LITTLE FOX』が半田空の科学館のプラネタリウムで投影公開された。第23回文化庁メディア芸術祭アニメーション部門優秀賞受賞。翌2020年2月からアップリンク吉祥寺にて、6月からは全国の映画館で拡大上映された。監督の八代健志は次作『プックラポッタと森の時間』（2022年）では第76回毎日映画コンクールの大藤信郎賞を受賞した。

## 関連図書
- 童話集『新美南吉童話集』岩波書店〈岩波文庫〉。ISBN 4-00311501-5
- 絵本『ごんぎつね』（絵：かすや昌宏）あすなろ書房。 ISBN 4-75151456-3
- 絵本『ごんぎつね』（絵：箕田源二郎）ポプラ社〈おはなし名作絵本 1〉。ISBN 4-59100528-3
- 絵本『ごんぎつね 日本の童話名作選』（絵：黒井健）偕成社。ISBN 4-03963270-2
- 北 吉郎『新美南吉「ごん狐」研究』 教育出版センター〈国語教育叢書〉、1991年5月。ISBN 4-76322251-1
- 府川源一郎『「ごんぎつね」をめぐる謎 : 子ども・文学・教科書』 教育出版、2000年5月。ISBN 4-316-36940-7
- 本岡類『ごんぎつねの夢』（ごんぎつねを題材としたミステリー小説）: 新潮社〈新潮文庫〉。